# Schoolgirls
Schoolgirls es una serie de televisión de comedia de Alemania de la productora RTL. Consta de un total de 15 episodios, filmados entre 2002 y 2005.
En España Antena 3, compró sus derechos, renombró la serie, llamada originalmente Schulmädchen (colegial(a), en alemán), a Schoolgirls. No encontró cabida en su parrilla y decidió emitirlo en Antena.Neox, que es uno de sus canales de la TDT (Televisión digital terrestre.)

## Argumento
Trata sobre una chica, que se muda a la gran ciudad: Múnich. Su padre es policía y ella lo único que quiere es integrarse en su instituto, donde no empieza con buen pie. Poco a poco, se va ganando la confianza de 3 chicas: Stella, Kara y Lilli, gracias a unos sucesos inapropiados donde el sexo no pasa de inadvertido. Estas chicas tienen una edad de entre 16 y 18 años, y son locas, divertidas, y sexys, y lo único que buscan es divertirse.
En resumen, Schoolgirls es una serie que habla sobre los adolescentes. Parodia las series americanas con situaciones de sexo, amor, ocio, diversión y amistad. Entre ellas se pelean, pero como buenas amigas, siempre se reconcilian. Son de las chicas más populares de su instituto, y acuden a fiestas, y tienen muchas citas.Pero como siempre hay alguien que intenta fastidiarles, Ramona, otra alumna del instituto que intenta unirse al grupo de Stella.

## Personajes

### Principales
| Artista           | Personaje             | Temporada   |
| ----------------- | --------------------- | ----------- |
| Birthe Wolter     | Laura Heller          | Piloto, 1-2 |
| Simone Hanselmann | Stella Morgenroth     | Piloto, 1-2 |
| Laura Osswald     | Cara de Boni          | Piloto, 1-2 |
| Jessica Franz     | Lilliane „Lili“ Frank | Piloto      |
| Saskia de Lando   | Lilliane „Lili“ Frank | 1           |
| Marie Rönnebeck   | Lilliane „Lili“ Frank | 2           |

### Secundarios
| Artista             | Personaje       | Temporada  |
| ------------------- | --------------- | ---------- |
| Arzu Bazman         | Ramona          | Piloto,1-2 |
| Thomas Limpinsel    | Paul Heller     | Piloto,1-2 |
| Tim Bertram         | Phillipp Heller | Piloto     |
| Constantin Gastmann | Phillipp Heller | 1-2        |
| Henning Baum        | Ewan            | Piloto     |
| Stefan Rutz         | Herr Lenz       | 1-2        |
| Elyas M'Barek       | Alican          | 1          |
| Eralp Uzun          | Alican          | 2          |
| Katharina Blaschke  | Gisela Birkle   | Piloto     |
| Adele Neuhauser     | Gisela Birkle   | 1          |
| Susanne Czepl       | Gisela Birkle   | 2          |
| Fabian Oscar Wien   | Zig Zag         | Piloto     |
| Tom Lass            | Zig Zag         | 1          |